# Kérimé Turkhan Pacha
Kérimé Turkhan Pasha (1874-1948) fue una mujer turca, esposa del diplomático Turkhan Pasha — Ministro de Asuntos Exteriores de Turquía y, en 1918, presidente del gobierno provisional de Albania —.  Es conocida por la correspondencia que mantuvo con la poeta francesa Renée Vivien, de quien fue musa.

## Biografía
Se sabe muy poco sobre la vida de Kérimé Turkhan Pasha, excepto que fue educada al estilo francés y que fue una mujer extremadamente autónoma y liberada. En 1904, le escribió a la poeta Renée Vivien, cuya obra admiraba.   Con ello las dos mujeres iniciaron una ardiente y apasionada correspondencia. Ella inspiró varios poemas de corriente orientalista a Vivien, en particular Le Jardin turc (1905-1906), donde aparece nombrada como “ mi sultana ". Su relación romántica, esencialmente epistolar, salpicada de algunos encuentros clandestinos, terminó en 1907. Las cartas de Renée Vivien a Kérimé se publicaron en 1998. 